# مردم عادی
مردم عادی یا جمعیت (انگلیسی: The Crowd) یک فیلم درام صامت به کارگردانی کینگ ویدور است که در سال ۱۹۲۸ منتشر شد.
این فیلم نامزد دریافت جایزه اسکار برای «اثر هنری بی‌نظیر» بود. در سال ۱۹۸۹، کتابخانه کنگره، این فیلم را «به‌لحاظ فرهنگی، تاریخی و زیبایی‌شناختی مهم» قلمداد کرده و آن را جهت حفظ و نگهداری دائمی، به فهرست ملی ثبت فیلم افزود.
حرکات دوربین و سبک‌های بصری این فیلم بسیار چشمگیر بود و در این زمینه به‌طور مشخص، تحت تأثیر آثار فریدریش ویلهلم مورنائو (کارگردان خلاق و نامدار آلمانی) بود. با این‌حال، فیلم در گیشه چندان موفق نبود؛ اما همواره از آن، به‌عنوانِ یکی از آثار شاخص و تأثیرگذار سینمای صامت آمریکا یاد شده‌است. زمانی از ژان-لوک گدار در دههٔ شصت میلادی پرسیدند، چرا دیگر فیلم‌هایی درباره زندگی مردم عادی ساخته نمی‌شود و او پاسخ داد: «این کار قبلاً انجام شده‌است. چرا باید فیلم مردم عادی را بازسازی کنیم؟»
این فیلم در سال ۲۰۲۴ در ایالات منحده آمریکادر مالکیت عمومی قرار گرفت.

## بازیگران
- النور بردمن
- دل هندرسون
- جیمز موری
- برت روچ
- لوسی بومانت
- فردی برک فردریک
- استل کلارک
- دانیل تاملینسن
- آلیس میلدرد
- سلی آیلرس
- کلود پیتون

## جوایز
- نامزد دریافت جایزه اسکار بهترین کارگردانی - کینگ ویدور[۵]
- نامزد دریافت جایزه اسکار برای «اثر هنری بی‌نظیر» - ایروینگ ثالبرگ (به نمایندگی از مترو گلدوین مایر)